# Ballard (Seattle)
Pour les articles homonymes, voir Ballard.
Ballard est un quartier de la ville de Seattle, dans l’État de Washington aux États-Unis.